# فاليري سميث
فاليري سميث (بالإنجليزية: Valerie Smith)‏ هي أكاديمية أمريكية، ولدت في 19 فبراير 1956 في بروكلين في الولايات المتحدة. وهي أستاذة وباحثة في الأدب والثقافة الأمريكية الأفريقية. وهي الرئيس الخامس عشر والحالي لكلية سوارثمور.
تخرجت من كلية بيتس وجامعة فرجينيا. درّست في جامعة برينستون من 1980 إلى 1989 وفي جامعة كاليفورنيا، لوس أنجلوس من 1989 إلى 2000. في عام 2001، عادت إلى برينستون بعد تعيينها مديرة لبرنامج الدراسات الأمريكية الأفريقية في برينستون. من عام 2006 إلى عام 2009، كانت المدير المؤسس لمركز برينستون متعدد التخصصات للدراسات الأمريكية الأفريقية. في يوليو 2011، عينت عميدة للكلية، مكلفة بمناهج جامعة برينستون الجامعية ونظام الكلية السكنية ومكاتب القبول والمساعدات المالية. حيث وسعت التنوع الاجتماعي والاقتصادي، وأنشأت برنامجًا دوليًا لتبادل الكليات السكنية، وأنشأت مكتبًا للبحث الجامعي في جامعة برينستون.
غادرت برينستون بعد 23 عامًا لتتولى رئاسة كلية سوارثمور في يوليو 2015؛ تم تنصيبها في أكتوبر كرئيسة، زادت منحة الكلية إلى قيمتها السوقية لعام 2016 البالغة 1.85 مليار دولار وبدأت حملة لجمع التبرعات بقيمة 450 مليون دولار في 6 أبريل 2017.